# Lista stacji i przystanków kolejowych na Sycylii
To jest lista stacji kolejowych w regionie Sycylia zarządzanych przez Rete Ferroviaria Italiana, część włoskiego przedsiębiorstwa Ferrovie dello Stato.

## Lista
| Stacja                               | Miejsce                     | Prowincja     | Kategoria |
| ------------------------------------ | --------------------------- | ------------- | --------- |
| Acate                                | Acate                       | Ragusa        | Bronze    |
| Acireale                             | Acireale                    | Catania       | Silver    |
| Acquaviva-Casteltermini              | Acquaviva Platani           | Agrigento     | Bronze    |
| Acquedolci-San Fratello              | Acquedolci                  | Messina       | Bronze    |
| Agrigento Bassa                      | Agrigento                   | Agrigento     | Silver    |
| Agrigento Centrale                   | Agrigento                   | Agrigento     | Silver    |
| Alcamo Diramazione                   | Alcamo                      | Trapani       | Silver    |
| Alcantara                            | Taormina                    | Messina       | Bronze    |
| Alì Terme                            | Alì Terme                   | Messina       | Silver    |
| Altavilla Milicia                    | Altavilla Milicia           | Palermo       | Bronze    |
| Aragona Caldare                      | Aragona                     | Agrigento     | Silver    |
| Augusta                              | Augusta                     | Syrakuzy      | Bronze    |
| Avola                                | Avola                       | Syrakuzy      | Bronze    |
| Bagheria                             | Bagheria                    | Palermo       | Silver    |
| Balestrate                           | Balestrate                  | Palermo       | Bronze    |
| Barcellona-Castroreale               | Barcellona Pozzo di Gotto   | Messina       | Bronze    |
| Brolo-Ficarra                        | Brolo                       | Messina       | Silver    |
| Calatabiano                          | Calatabiano                 | Catania       | Bronze    |
| Calatafimi                           | Calatafimi                  | Trapani       | Bronze    |
| Caltagirone                          | Caltagirone                 | Catania       | Silver    |
| Caltanissetta Centrale               | Caltanissetta               | Caltanissetta | Silver    |
| Caltanissetta Xirbi                  | Caltanissetta               | Caltanissetta | Silver    |
| Cammarata-San Giovanni Gemini        | Cammarata                   | Agrigento     | Bronze    |
| Campobello di Mazara                 | Campobello di Mazara        | Trapani       | Silver    |
| Campobello-Ravanusa                  | Campobello di Licata        | Agrigento     | Bronze    |
| Campofelice                          | Campofelice                 | Palermo       | Bronze    |
| Campofranco                          | Campofranco                 | Caltanissetta | Bronze    |
| Canicattì                            | Canicattì                   | Agrigento     | Bronze    |
| Cannizzaro                           | Cannizzaro                  | Catania       | Bronze    |
| Capaci                               | Capaci                      | Palermo       | Bronze    |
| Capo d’Orlando-Naso                  | Capo d’Orlando              | Messina       | Silver    |
| Carini                               | Carini                      | Palermo       | Silver    |
| Carini Torre Ciachea                 | Carini                      | Palermo       | Bronze    |
| Caronia                              | Caronia                     | Messina       | Bronze    |
| Carruba                              | Carruba                     | Catania       | Bronze    |
| Castelbuono                          | Castelbuono                 | Palermo       | Bronze    |
| Casteldaccia                         | Casteldaccia                | Palermo       | Bronze    |
| Castellammare del Golfo              | Castellammare del Golfo     | Trapani       | Silver    |
| Castelvetrano                        | Castelvetrano               | Trapani       | Silver    |
| Catania Acquicella                   | Catania                     | Catania       | Silver    |
| Catania Bicocca                      | Catania                     | Catania       | Silver    |
| Catania Centrale                     | Catania                     | Catania       | Gold      |
| Catania Ognina                       | Catania                     | Catania       | Bronze    |
| Catenanuova-Centuripe                | Catenanuova                 | Enna          | Bronze    |
| Cefalù                               | Cefalù                      | Palermo       | Silver    |
| Cerda                                | Cerda                       | Palermo       | Bronze    |
| Cinisi-Terrasini                     | Cinisi                      | Palermo       | Silver    |
| Comiso                               | Comiso                      | Ragusa        | Bronze    |
| Dittaino                             | Assoro                      | Enna          | Bronze    |
| Donnafugata                          | Donnafugata                 | Ragusa        | Bronze    |
| Enna                                 | Enna                        | Enna          | Silver    |
| Falconara                            | Butera                      | Caltanissetta | Bronze    |
| Falcone                              | Falcone                     | Messina       | Bronze    |
| Ficarazzi                            | Ficarazzi                   | Palermo       | Bronze    |
| Fiumefreddo di Sicilia               | Fiumefreddo di Sicilia      | Catania       | Bronze    |
| Furci                                | Furci Siculo                | Messina       | Bronze    |
| Galati                               | Messina                     | Messina       | Bronze    |
| Gela                                 | Gela                        | Caltanissetta | Silver    |
| Gela Anic                            | Gela                        | Caltanissetta | Bronze    |
| Giampilieri                          | Giampilieri                 | Messina       | Bronze    |
| Giarre-Riposto                       | Giarre                      | Catania       | Silver    |
| Gioiosa Marea                        | Gioiosa Marea               | Messina       | Bronze    |
| Grammichele                          | Grammichele                 | Catania       | Bronze    |
| Grotte                               | Grotte                      | Agrigento     | Bronze    |
| Guardia-Mangano-Santa Venerina       | Guardia                     | Catania       | Bronze    |
| Isola delle Femmine                  | Isola delle Femmine         | Palermo       | Silver    |
| Ispica                               | Ispica                      | Ragusa        | Bronze    |
| Lascari-Gratteri                     | Lascari                     | Palermo       | Bronze    |
| Lentini                              | Lentini                     | Syrakuzy      | Bronze    |
| Lentini Diramazione                  | Lentini                     | Syrakuzy      | Bronze    |
| Leonforte Pirato                     | Leonforte                   | Enna          | Bronze    |
| Letojanni                            | Letojanni                   | Messina       | Silver    |
| Licata                               | Licata                      | Agrigento     | Bronze    |
| Marausa                              | Marausa                     | Trapani       | Bronze    |
| Marsala                              | Marsala                     | Trapani       | Silver    |
| Mascali                              | Mascali                     | Catania       | Bronze    |
| Mazara del Vallo                     | Mazara del Vallo            | Trapani       | Silver    |
| Messina Centrale i Messina Marittima | Messina                     | Messina       | Gold      |
| Messina Contesse                     | Messina                     | Messina       | Bronze    |
| Messina Fiumara Gazzi                | Messina                     | Messina       | Bronze    |
| Milazzo                              | Milazzo                     | Messina       | Silver    |
| Mili Marina                          | Messina                     | Messina       | Bronze    |
| Militello                            | Militello in Val di Catania | Catania       | Bronze    |
| Modica                               | Modica                      | Ragusa        | Silver    |
| Montemaggiore Belsito                | Montemaggiore Belsito       | Palermo       | Bronze    |
| Mozia-Birgi                          | Mozia                       | Trapani       | Bronze    |
| Niscemi                              | Niscemi                     | Caltanissetta | Bronze    |
| Nizza di Sicilia                     | Nizza di Sicilia            | Messina       | Bronze    |
| Noto                                 | Noto                        | Syrakuzy      | Silver    |
| Novara-Montalbano-Furnari            | Novara di Sicilia           | Messina       | Bronze    |
| Oliveri-Tindari                      | Oliveri                     | Messina       | Silver    |
| Pace del Mela                        | Pace del Mela               | Messina       | Silver    |
| Paceco                               | Paceco                      | Trapani       | Bronze    |
| Palermo Brancaccio                   | Palermo                     | Palermo       | Silver    |
| Palermo Cardillo-Zen                 | Palermo                     | Palermo       | Bronze    |
| Palermo Centrale                     | Palermo                     | Palermo       | Platinum  |
| Palermo Notarbartolo                 | Palermo                     | Palermo       | Gold      |
| Palermo Federico                     | Palermo                     | Palermo       | Silver    |
| Palermo Fiera                        | Palermo                     | Palermo       | Silver    |
| Palermo Francia                      | Palermo                     | Palermo       | Silver    |
| Palermo Giachery                     | Palermo                     | Palermo       | Silver    |
| Palermo Palazzo Reale-Orleans        | Palermo                     | Palermo       | Silver    |
| Palermo San Lorenzo Colli            | Palermo                     | Palermo       | Silver    |
| Palermo Tommaso Natale               | Palermo                     | Palermo       | Bronze    |
| Palermo Vespri                       | Palermo                     | Palermo       | Silver    |
| Partinico                            | Partinico                   | Palermo       | Bronze    |
| Patti-San Piero Patti                | Patti                       | Messina       | Silver    |
| Petrosino-Strasatti                  | Petrosino                   | Trapani       | Bronze    |
| Piraineto                            | Carini                      | Palermo       | Silver    |
| Pollina-San Mauro Castelverde        | Pollina                     | Palermo       | Bronze    |
| Ponte Santo Stefano                  | Messina                     | Messina       | Bronze    |
| Porto Empedocle                      | Porto Empedocle             | Agrigento     | Bronze    |
| Pozzallo                             | Pozzallo                    | Ragusa        | Bronze    |
| Priolo-Melilli                       | Priolo Gargallo             | Syrakuzy      | Bronze    |
| Punta Raisi                          | Punta Raisi                 | Palermo       | Silver    |
| Racalmuto                            | Racalmuto                   | Agrigento     | Bronze    |
| Ragusa                               | Ragusa                      | Ragusa        | Silver    |
| Roccalumera-Mandanici                | Roccalumera                 | Messina       | Silver    |
| Roccapalumba-Alia                    | Roccapalumba                | Palermo       | Silver    |
| Rometta Messinese                    | Rometta                     | Messina       | Bronze    |
| Rosolini                             | Rosolini                    | Syrakuzy      | Bronze    |
| Sant’Agata di Militello              | Sant’Agata di Militello     | Messina       | Silver    |
| Sant’Alessio Siculo-Forza d’Agrò     | Sant’Alessio Siculo         | Messina       | Bronze    |
| San Cataldo                          | San Cataldo                 | Caltanissetta | Bronze    |
| Santa Flavia-Solunto-Porticello      | Santa Flavia                | Palermo       | Silver    |
| San Giorgio                          | San Giorgio                 | Messina       | Bronze    |
| San Marco d’Alunzio-Torrenova        | San Marco d’Alunzio         | Messina       | Bronze    |
| San Nicola Tonnara                   | San Nicola l'Arena          | Palermo       | Bronze    |
| Santo Stefano di Camastra-Mistretta  | Santo Stefano di Camastra   | Messina       | Silver    |
| Santa Teresa di Riva                 | Santa Teresa di Riva        | Messina       | Silver    |
| Salemi-Gibellina                     | Gibellina i Salemi          | Trapani       | Bronze    |
| Sampieri                             | Sampieri                    | Ragusa        | Bronze    |
| Scaletta Zanclea                     | Scaletta Zanclea            | Messina       | Bronze    |
| Scicli                               | Scicli                      | Ragusa        | Bronze    |
| Scordia                              | Scordia                     | Catania       | Bronze    |
| Segesta Tempio                       | Segesta                     | Trapani       | Silver    |
| Serradifalco                         | Serradifalco                | Caltanissetta | Bronze    |
| Siracusa                             | Syrakuzy                    | Syrakuzy      | Silver    |
| Spadafora                            | Spadafora                   | Messina       | Bronze    |
| Spagnuola                            | Spagnuola                   | Trapani       | Bronze    |
| Taormina-Giardini                    | Taormina                    | Messina       | Silver    |
| Targia                               | Siracusa                    | Syrakuzy      | Bronze    |
| Tempio di Vulcano                    | Agrigento                   | Agrigento     | Bronze    |
| Termini Imerese                      | Termini Imerese             | Palermo       | Silver    |
| Terrenove                            | Terrenove                   | Trapani       | Bronze    |
| Torregrotta                          | Torregrotta                 | Messina       |           |
| Trabia                               | Trabia                      | Palermo       | Silver    |
| Trapani                              | Trapani                     | Trapani       | Silver    |
| Trappeto                             | Trappeto                    | Palermo       | Silver    |
| Tremestieri                          | Tremestieri                 | Messina       | Bronze    |
| Tusa                                 | Tusa                        | Messina       | Silver    |
| Valledolmo                           | Valledolmo                  | Palermo       | Bronze    |
| Vallelunga                           | Vallelunga Pratameno        | Palermo       | Bronze    |
| Villafranca-Saponara                 | Villafranca Tirrena         | Messina       | Bronze    |
| Villalba                             | Villalba                    | Caltanissetta | Bronze    |
| Villarosa                            | Villarosa                   | Enna          | Bronze    |
| Vittoria                             | Vittoria                    | Ragusa        | Silver    |
| Vizzini-Licodia                      | Vizzini                     | Catania       | Bronze    |
| Zappulla                             | Zappulla                    | Messina       | Bronze    |